# Zetland-Gletscher
Der Zetland-Gletscher ist ein kleiner Hanggletscher an der Scott-Küste des ostantarktischen Viktorialands. In den Denton Hills liegt er am Südhang des Mount Alexandra und endet an den Kliffs nördlich des Colleen Lake.
Das New Zealand Geographic Board benannte ihn 1994. „Zetland“ ist eine alte Schreibweise für die Shetlandinseln in Schottland.